# Бацикадзе, Сергей Арчилович
Сергей Арчилович Бацикадзе (1923, село Двани, Горийский уезд, ССР Грузия — неизвестно, село Двани, Карельский район, Грузинская ССР) — звеньевой колхоза села Двани Карельского района, Грузинская ССР. Герой Социалистического Труда (1966).

## Биография
Родился в 1923 году в крестьянской семье в селе Двани Горийского уезда. Окончил местную начальную школу. В конце 1930-х годов вступил в колхоз села Двани Карельского района. В последующем был назначен звеньевым в этом же колхозе.
На протяжении многих лет звено Сергея Бацикадзе ежегодно показывала высокие трудовые результаты. Указом Президиума Верховного Совета СССР от 2 апреля 1966 года удостоен звания Героя Социалистического Труда за «достигнутые успехи в развитии сельского хозяйства, промышленности и науки Грузинской ССР» с вручением ордена Ленина и золотой медали «Серп и Молот» (№ 10082).
После выхода на пенсию проживал в родном селе Двани Карельского района. С 1985 года — персональный пенсионер союзного значения. Дата смерти не установлена.